# Juan Aisa
Juan Aisa, né le 4 mars 1971 à Madrid (Espagne), est un joueur de basket-ball professionnel espagnol. Il mesure 1,94 m.

## Clubs
- 1990 - 1991 :  Real Madrid (Liga ACB)
- 1991 - 1993 :  Estudiantes Madrid (Liga ACB)
- 1993 - 1995 :  Orense (Liga ACB)
- 1995 - 1997 :  Estudiantes Madrid (Liga ACB)
- 1997 - 1998 :  Le Mans (Pro A)
- 1998 - 1999 :  Pau Orthez (Pro A)
- 1999 - 2000 :  Estudiantes Madrid (Liga ACB)
- 2000 - 2001 :

## Équipe nationale
- Ancien international espagnol Cadets

## Palmarès
- Champion de France Pro A en 1999
- Vainqueur de la Coupe du Roi en 1992 et 2000
- Finaliste de la Coupe Korać en 1991